# Пяллинен, Вейкко Фёдорович
Вейкко Фёдорович Пяллинен (25 апреля 1921, Ухта, Карелия — 2001) — карельский композитор, почётный гражданин Республики Карелия.

## Биография
Вейкко Пяллинен родился 25 апреля 1921 года в Ухте, местечке Койвуланиеми. По национальности — карел. Он был потомственным рунопевцем, его прадед, Вассила Киэлевяйнен, был известным рунопевцом из села Войница.
В раннем возрасте Вейкко научился играть на гармони-двухрядке, балалайке и скрипке.
В 20 лет Вейкко Пяллинен ушёл на фронт, где служил разведчиком на Карельском фронте.
После войны он вернулся в Ухту и стал активно участвовать в культурной жизни района. Он руководил национальным театром, хором эстрадного и духового оркестра, работал музыкальным руководителем в детских дошкольных учреждениях и преподавал в детской музыкальной школе. В 1970 году он создал оркестр кантелистов, а в 1974 году открыл класс кантеле в Калевальской музыкальной школе. В 1973 году ансамблю кантелистов было присвоено звание народного, а в 1977 году Вейкко Пяллинен получил звание «Заслуженный работник культуры Карельской АССР». В начале 1990-х годов он создал вокальную группу «Калевала» и написал для неё песни. В 2006 году коллективу было присвоено имя Вейкко Фёдоровича Пяллинена.
В 1993 году Пяллинену была вручена национальная премия Финляндии им. Пертти Виртаранта «За развитие и сохранение народного творчества в Северной Карелии». От представителей музыкальной академии им. Я. Сибелиуса вручена кантеле.
В 1996 году вышел сборник песен Пяллинена «Колыбель «Калевалы»».
Умер в 2001 году.